# 长鳞耳蕨
长鳞耳蕨（学名：Polystichum longipaleatum）为鳞毛蕨科耳蕨属下的一个种。

## 扩展阅读
- 維基物種上的相關：长鳞耳蕨